# Jawaharlal Nehru Stadium (Cochin)
Pour les articles homonymes, voir Jawaharlal Nehru Stadium.
Le Jawaharlal Nehru Stadium (en malayalam : ജവഹർലാൽ നെഹ്റു സ്റ്റേഡിയം, കൊച്ചി, et en hindi : जवाहरलाल नेहरू स्टेडियम) ou Kaloor International Stadium de Cochin (Inde), fut construit en 1996. 
Ce stade accueil différents types de sports : football, cricket...

## Événements
- Nehru Cup, 1997